# Agréments
Agréments (z fr. ozdoby) – drobne ozdobniki melodyczne, wypełniające dłuższe nuty drobnymi, zdobiącymi wartościami rytmicznymi. Występowały w muzyce francuskiej w XVII i XVIII wieku. Zapisywane były za pomocą specjalnych znaków graficznych. Często były przez kompozytorów zbierane w tabelach, w których przedstawiali ich realizację. Zdarzało się, że różni twórcy tym samym znakom przypisywali różną interpretację.
Ten typ zdobienia rozpowszechnił się w całej muzyce europejskiej.